# ジェームズ・デーナ
ジェームズ・デーナ（James Dwight Dana 、1813年2月12日 - 1895年4月14日）は、アメリカ合衆国の地質学者、鉱物学者。造山活動、火山活動、大陸、海洋の起源、構造を研究した。

## 生涯
ニューヨーク州 Utica に生まれた。イェール大学でベンジャミン・シリマン (Benjamin Silliman) に学んだ。卒業後の2年間は海軍の船員の数学の教師となり、その間に地中海に航海した。
1836年から1837年はイェールの化学研究所でシリマンの助手をつとめ、その後4年間チャールズ・ウィルクスに率いられた、アメリカ政府の太平洋の探検・調査、「アメリカ合衆国探検遠征隊」に鉱物学者、地質学者として参加した。1842年に帰国すると、13年かけて4年間の探検の報告をまとめた。デーナの記録にはアメリカ、カスケード山脈の南部の火山、シャスタ山とキャッスル・クラッグス (Castle Crags) の風景を含む50枚のスケッチ、地図、図が含まれた。シャスタ山のスケッチはシリマンの創刊した学術誌、American Journal of Science and Artsに、デーナの記録に基づく記事とともに1849年に掲載された。
1844年にニューヨークに戻り、シリマンの娘と結婚した。1850年にイェール大学の自然史と、地質学の教授職の地位をシリマンから継いで1892年まで務めた。American Journal of Science and Arts の編集や執筆も務めた。
1877年にコプリ・メダル、1872年にウォラストン・メダル、1882年にクラーク・メダルを受賞した。
デーナ石（Danalite、Fe4Be3(SiO4)3S）はデーナの名にちなむ。